# Ian Stewart (matemático)
Ian Nicholas Stewart (24 de septiembre de 1945, Inglaterra) es un profesor de matemática de la Universidad de Warwick, más conocido como escritor de ciencia ficción y de divulgación científica. Fue el primero en recibir, en 2008, la Medalla Christopher Zeeman, por sus numerosas actividades relacionadas con la divulgación matemática.

## Biografía
Stewart nació en 1945 en Inglaterra. Ya en sexto grado, sus habilidades para la matemática llamaron la atención de sus profesores, quienes lo incentivaron. Estudió matemática en el Churchill College de Cambridge y se doctoró en 1969 por la Universidad de Warwick, en la que ahora es catedrático. Tuvo además puestos académicos en Alemania (1974), Nueva Zelanda (1976) y Estados Unidos (Universidad de Connecticut 1977–78, Universidad de Houston 1983–84).
En 1995 Stewart recibió la Medalla Michael Faraday y es desde 2001 miembro de la Royal Society.
Ha publicado más de 140 artículos científicos, entre ellos una serie de trabajos muy influyentes junto a Jim Collins sobre osciladores acoplados y sincronización biológica.
Entre sus numerosos y reconocidos libros de divulgación matemática se encuentran ¿Juega Dios a los dados?, Historia de las Matemáticas y Cómo cortar un pastel y otros rompecabezas matemáticos.

## Algunas publicaciones
Stewart es autor de artículos aparecidos en Scientific American, New Scientist y Nature, entre otras publicaciones.
- Números increíbles, Crítica, 2016
- ¿Juega Dios a los dados?, Crítica, 2001
- Cartas a una joven matemática, Crítica, 2006
- Belleza y verdad, una historia de la simetría, Crítica, 2008
- La cuadratura del cuadrado y otras curiosidades matemáticas del gabinete del profesor Stewart, Crítica, 2008
- Historia de las matemáticas en los últimos 10.000 años, Crítica, 2008
- De aquí al infinito, las matemáticas de hoy, Crítica, 1998
- Cómo cortar un pastel y otros rompecabezas matemáticos, Crítica, 2006
- La cuadratura del cuadrado, Crítica,
- Locos por las matemáticas, juegos y diversiones matemáticos, Crítica, 2005
- El laberinto mágico, el mundo a través de los ojos matemáticos, Crítica, 2001
- Ingeniosos encuentros entre juegos y matemática, 2000
- El segundo secreto de la vida, Crítica, 1999
- Conceptos de matemática moderna
- ¿Es Dios un geómetra?, Crítica, 1995
- Conceptos de matemática moderna, Alianza
- The Science of Discworld, con Jack Cohen y Terry Pratchett
- The Science of Discworld II: The Globe, con Jack Cohen y Terry Pratchett
- The Science of Discworld III: Darwin's Watch, con Jack Cohen y Terry Pratchett
- Wheelers, con Jack Cohen (ficción)
- Heaven, con Jack Cohen, Aspect, mayo de 2004 (ficción)
- Evolving the Alien: The Science of Extraterrestrial Life, con Jack Cohen. Segunda edición publicada como What Does a Martian Look Like? The Science of Extraterrestrial Life
- Algebraic Number Theory and Fermat's Last Theorem, I. Stewart, D Tall. A. K. Peters, 2002
- Galois Theory, 3ª ed. Chapman and Hall, 2000
- Cows in the Maze and Other Mathematical Explorations (2010) ISBN 978-0-19-956207-7
- The Mathematics of Life (2011) ISBN 978-0-465-02238-0
- In Pursuit of the Unknown: 17 Equations that Changed the World (2012) ISBN 978-1-84668-531-6 (en español: 17 ecuaciones que cambiaron el mundo, México, Ediciones Culturales Paidós, Colección Crítica, 432 pp., 2015. ISBN 9786078406708)
- Symmetry: A Very Short Introduction (2013) ISBN 978-0-19965-198-6
- Visions of Infinity: The Great Mathematical Problems (2013) ISBN 978-0-46502-240-3
- Incredible Numbers by Professor Ian Stewart (iPad app) (2014)
- Mentes maravillosas (2018)[3]